# التدخل الباكر في الذهان
يعبر التدخل الطبي الباكر في الذهان عن النهج السريري المستخدم عند التعامل مع الأفراد الذين يعانون من أعراض الذهان للمرة الأولى. يشكل النهج جزءًا من نظام وقائي جديد في الطب النفسي، ويمهد لإصلاح خدمات الصحة النفسية، وخصوصًا في المملكة المتحدة وأستراليا.
يركز النهج على الاكتشاف الباكر للذهان وعلاج أعراضه في بدايتها؛ أي خلال السنوات التكوينية للحالة الذهانية. يعتقد البعض أن السنوات الثلاث إلى الخمس الأولى من المرض حاسمة. يهدف النهج إلى تقليل حالات التأخير المعتادة عن تقديم العلاج لمن يعاني من أولى نوبات الذهان. يُعتقد أن توفير العلاجات المثلى في هذه السنوات المبكرة، يمنع الانتكاس ويقلل من تأثير المرض على المدى الطويل. يعتبر هذا النهج من الاستراتيجيات الوقائية الثانوية.
تبين أن مدة الذهان غير المعالج تلعب دورًا كمؤشر لسير المرض وإنذاره؛ إذ ترتبط زيادتها بالإعاقة طويلة المدى.

## عناصر النموذج
يتألف نموذج التعامل الباكر مع الذهان من عدة عناصر وظيفية يمكن تقسيمها إلى مجموعات فرعية مختلفة ضمن خدمات الذهان الباكرة. يتضمن النموذج الحالي المجموعات الفرعية التالية:

### فرق العلاج الباكر للذهان
خلال السنوات الثلاث إلى الخمس الأولى من المرض، توفر فرق سريرية متعددة التخصصات نهج مكثف لتدبير الحالة. يشابه النهج المتبع هنا المعالجة الإلزامية المجتمعية، ولكنه يركز أكثر على تعاون هذه الفئة غير المعالجة سابقًا وعلاجها وتوفير تدخلات مناسبة مسندة بالأدلة للمرضى في نوبتهم الذهانية لأولى. على سبيل المثال، يشجع النهج على استخدام جرعات منخفضة من الأدوية المضادة للذهان (ابدأ بجرعة منخفضة وتقدم ببطء)، مع مراقبة الآثار الجانبية، وتخصيص فترة زمنية مكثفة ومدروسة للتثقيف النفسي للمرضى والأسر الجدد على نظام الصحة النفسية. بالإضافة إلى ذلك، أظهرت الأبحاث أن التدخل الأسري في الذهان قلل من معدلات الانتكاس ومدة الاستشفاء والأعراض الذهانية، إلى جانب زيادة الفعالية الوظيفية في النوبة الأولى من الذهان حتى 24 شهر. تتضمن أولويات النهج التدخلات المستخدمة لتجنب نوبات ذهانية أخرى (الانتكاس)، والاستراتيجيات التي تشجع العودة إلى العمل والنشاط الاجتماعي الطبيعي. يوجد في النوبة الأولى للذهان مفهوم العلاج المعتمد على المرحلة: المرحلة الحادة ومرحلة بداية التعافي ومرحلة نهاية التعافي.

### وظيفة الكشف المبكر
تهدف التدخلات إلى تجنب تأخر اكتشاف الحالات الذهانية وانخراط الأفراد المتأثرين بالعلاج. تتضمن المهام الرئيسية إدراك العلامات الباكرة للذهان وتحسين السبل العلاجية. تعمل الفرق على تثقيف عامة الناس وتوفر لهم المعلومات اللازمة، وتساعد الأطباء العامين في تمييز الأفراد الذين يظهرون علامات مشتبه بها، وفي التعامل معهم، على سبيل المثال: فريق الوصول للشباب التابع لمركز التدخل الباكر وتلافي الذهان (ملبورن) ومشروع أوبيوس (الدنمارك)، وبرنامج الاكتشاف والتدخل الباكر في الذهان (النرويج)، وتجربة برمنغهام للاكتشاف الباكر في حالات الذهان غير المعالج (برمنغهام)، وفريق لامبث لتقييم الأزمات الباكر (لندن)، ونهج الصحة العامة للكشف الباكر التابع لبرنامج العلاج التخصصي الباكر في الذهان.
يعتبر تطوير الأدوات الكمية واستخدامها، للكشف المبكر عن الأفراد المعرضين للخطر، مجال بحث نشط. يتضمن ذلك تطوير أنظمة لحساب مقدار الخطر ووسائل لاختبار السكان على النطاق الواسع.

### العيادات البادرية
عيادات الحالات النفسية المعرضة للخطر أو العيادات البادرية، هي خدمات متخصصة لأولئك الذين يعانون من أعراض تحت سريرية للذهان أو مؤشرات أخرى تهدد بالتطور نحو الذهان. تعتبر عيادة بيس في ملبورن، أستراليا، أحد أسس هذه الإستراتيجية، ولكن منذ ذلك الحين، تأسست العديد من المراكز الخدمية والبحثية الأخرى. تستطيع هذه الخدمات تحديد الأشخاص المعرضين لخطر الإصابة بالذهان بشكل موثوق، وقد بدأت في نشر نتائج مشجعة، لتجارب معشاة مضبوطة بشاهد، حول تقليل احتمال تطور الحالة للذهان، كالأدلة التي تشير إلى دور العلاج النفسي والجرعات العالية من زيت السمك في الوقاية من ذلك. ومع ذلك، وجد تحليل تلوي لخمس تجارب، أن هذه التدخلات قللت حقًا من خطر الإصابة بالذهان بعد عام واحد (11% تحول إلى الذهان في مجموعات التدخل مقارنةً بنحو 32% في مجموعات المراقبة)، ولكنها لم تستمر بنفس السوية على مدى 2- 3 سنوات من المتابعة. تشير هذه النتائج إلى أن التدخلات تؤخر الذهان، ولكنها لا تقلل من المخاطر على المدى الطويل. يدور أيضًا جدال حول أخلاقيات استخدام الأدوية المضادة للذهان لتقليل خطر الإصابة بالذهان، بسبب الأضرار المحتملة التي تحملها هذه الأدوية.
في عام 2015، أصدرت الجمعية الأوروبية للطب النفسي دليل إرشادات توصي باستخدام مقياس الاضطرابات المعرفية، وهو مقياس فرعي مشتق من مقياس الأعراض الأساسية، لتقييم خطر الذهان. وجد تحليل تلوي، أجري لصالح الدليل آنف الذكر، أن معدلات تطور الذهان كانت مماثلة لأولئك الذين يحققون معايير الخطر العالي جدًا حتى عامين بعد التقييم، ولكنها كانت أعلى بشكل ملحوظ بعد عامين لدى المرضى الذين استوفوا معايير مقياس الاضطرابات المعرفية. تقيس معايير مقياس الاضطرابات المعرفية الأعراض الذاتية، وتتضمن أعراضًا مثل: تدخل الأفكار، عندما تتدخل محتويات الفكر غير الملائمة وغير المهمة عاطفيًا مع الخط الرئيسي للتفكير، وحصر الأفكار، عندما يتوقف قطار الأفكار الجاري، وضغط الأفكار، عندما تتردد أفكار، لا علاقة لها بموضوع شائع ما، بشكل لا يمكن السيطرة عليه، والتفكير المرجعي الذي يصحح على الفور، وغيرها من الاضطرابات المميزة في الانتباه واستخدام اللغة أو فهمها.

## إصلاح خدمات الصحة النفسية

### المملكة المتحدة
حققت المملكة المتحدة إصلاحات خدمية مهمة، من خلال تبنيها نظام فرق الذهان الباكر، بعد انطلاق الخدمة الأولى، التي أسسها البروفيسور ماكس بيرشوود في 1994، في برمنغهام، والتي استخدمت كمخطط لبدء التنفيذ على المستوى الوطني. يعتبر نموذج التعامل الباكر مع الذهان الآن جزءًا لا يتجزأ من خدمات الصحة النفسية المجتمعية الشاملة. يحدد دليل تنفيذ سياسة الصحة النفسية مواصفات الخدمات المقدمة، ويشكل الأساس لمقياس الدقة المطور حديثًا. تعتبر الخدمات التي تقلل مدة الذهان غير المعالج ضرورية، إذ ثبت ارتباط ذلك بنتائج أفضل على المدى الطويل. يوصي دليل التنفيذ آنف الذكر بما يلي:
- أن تشمل معايير الدخول العمر المحدد بين 14 و35 عام.
- أن يكون المريض خلال السنوات الثلاث الأولى من المرض الذهاني.
- أن يكون الهدف تقليل مدة الذهان غير المعالج لأقل من 3 أشهر.
- أن يبلغ الحد الأقصى لعدد الحالات لدى منسق الرعاية الواحد 10- 15 مريض.
- أن يملك كل 250000 شخص (يختلف حسب الخصائص السكانية) فريق، وتتضمن الشروط:
  - أن يبلغ إجمالي عدد الحالات من 120 إلى 150.
  - وجود 1.5 طبيب لكل فريق.
  - وجود موظفين متخصصين آخرين لتقديم تدخلات محددة مسندة بالأدلة.